# Wincenty Sleńdziński
Wincenty Ślendziński (ur. 2 stycznia 1838 w Skrebinach koło Wiłkomirska, zm. 6 sierpnia 1909 w Wilnie) – malarz, zesłaniec.

## Życiorys
Był jednym z ośmiorga dzieci Aleksandra Józefa Sleńdzińskiego i Karoliny Korgowdówny. Podstaw malowania uczył się od ojca, który również był malarzem. W 1855 roku wyjechał do Moskwy, aby uczyć się w Szkole Sztuk Pięknych i studiował tam malarstwo religijne. Podczas wystawy zorganizowanej przez Akademię Petersburską za swoje prace otrzymał trzy medale, w tym dwa srebrne. Pod koniec 1863 roku wrócił do Wilna. Tam został aresztowany i osadzony w cytadeli za kontakty z powstańcami m.in. Julianem Czarnowskim, Karolem Jasiewiczem i Bolesławem Kołyszką. W listopadzie 1863 roku skazany przez sąd polowy na 20-letnie zesłanie do guberni niżgorodzkiej, gdzie został wysłany w styczniu 1864 roku. Podjął starania o zgodę na powrót do Moskwy, ale dopiero 10 marca 1867 roku otrzymał tylko zgodę na wyjazd do Charkowa. W tym samym roku Akademia Sztuk Pięknych w Petersburgu przyznała mu tytuł malarza trzeciego stopnia. W 1872 roku Wincenty Sleńdziński wyjechał do Krakowa i Drezna po otrzymaniu zgody na dalsze studia. Podczas pobytu w Krakowie poznał Jana Matejkę. Podczas pobytu w Dreźnie zyskał uznanie za malowane obrazy i portrety.
Podczas pobytu w Krakowie w 1875 roku wybrał się w góry i podejrzany o przekroczenie granicy został odesłany do Charkowa. Do Wilna wrócił w 1889 roku po ogłoszeniu amnestii. Ożenił się z Anną, wdową po wileńskim fotografie Józefie Czechowiczu. 6 sierpnia 1909 roku zmarł w Śnipiszkach, dzielnicy Wilna. Pochowany na cmentarzu bernardyńskim w Wilnie.

## Galeria im. Sleńdzińskich w Białymstoku
W kwietniu 1993 roku została w Białymstoku otwarta Galeria im. Sleńdzińskich. Znalazły się w niej obrazy Wincentego: olejny autoportret, obraz przedstawiający Daniela w lwiej jamie, za który  jako absolwent Moskiewskiej Szkoły Sztuk Pięknych otrzymał jeden z trzech srebrnych medali,  Pożar teatru w Charkowie, obrazy Wilna: Widok Góry Zamkowej  i  Pejzaż z czerwonymi dachami oraz rysunki: wykonany węglem Głowa kobiety i szkic ołówkiem Ugolina.

## Twórczość
- św. Magdalena, św. Sebastian i św. Szczepan do kościoła rzymskokatolickiego w Moskwie
- Wniebowzięcie N. Panny do kościoła w Nowogrodzie
- św. Kazimierza do katedry w Wilnie
- świętych Jakuba i Filipa do kościoła na Łukiszkach
- obrazy do kościoła Św. Rafała w Wilnie i do kaplicy Radukiewiczów na Rossie
- Porwanie Biruty przez Kiejstuta[5]
- Dziad i Żebraczka[5]
- Grajek ślepy z chłopięciem[5]
- Bańka mydlana[5]
- Dziewczynka z poziomkami[5]